# Лодзь-Каліска
Лодзь-Каліска (пол. Łódź Kaliska) — вузлова пасажирська залізнична станція та найбільший залізничний вокзал у польському місті Лодзь.
Розташована на захід від центру міста, в районі Полісся, складається з шести платформ. Перший комплекс станції, спроектований польським архітектором Чеславом Доманєвським, був побудований у 1902 році в стилі модерн. Усередині було кілька елементів модерну, включаючи кришталеві вікна у дверях, а також латунну фурнітуру. Станція обслуговувала Варшавсько-Каліську залізницю, побудовану між 1900 і 1902 роками.
28 вересня 1946 року на станції сталася велика залізнична аварія, в якій загинула 21 людина. У 1994 році було завершено будівництво абсолютно нового комплексу станції Лодзь Каліська, яка з того часу використовується. Станція забезпечує сполучення з усіма великими містами Польщі, включаючи Варшаву, Краків, Бидгощ, Катовіце, Познань, Вроцлав, Щецин і Гданськ, а також Прагу в Чеській Республіці. Станція є кінцевою Лодзинської агломераційної залізниці, яка обслуговує міста поблизу Лодзі.

## Галерея

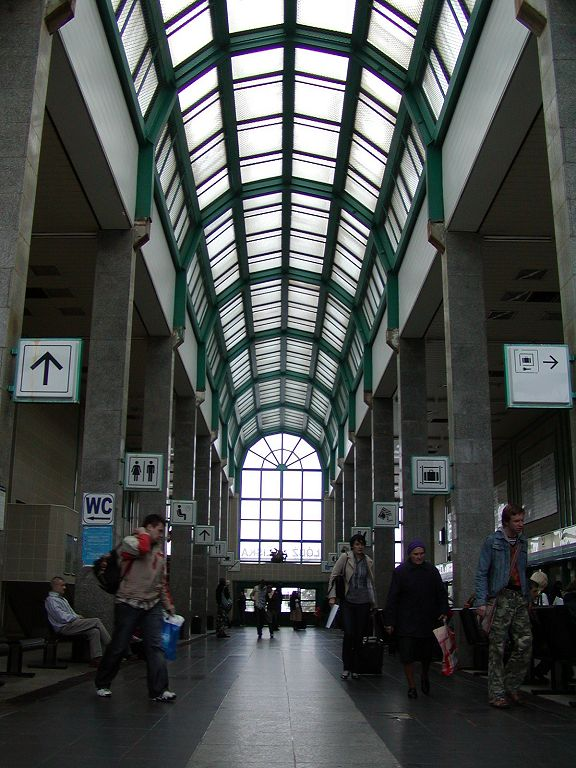
Вестибюль вокзалу.
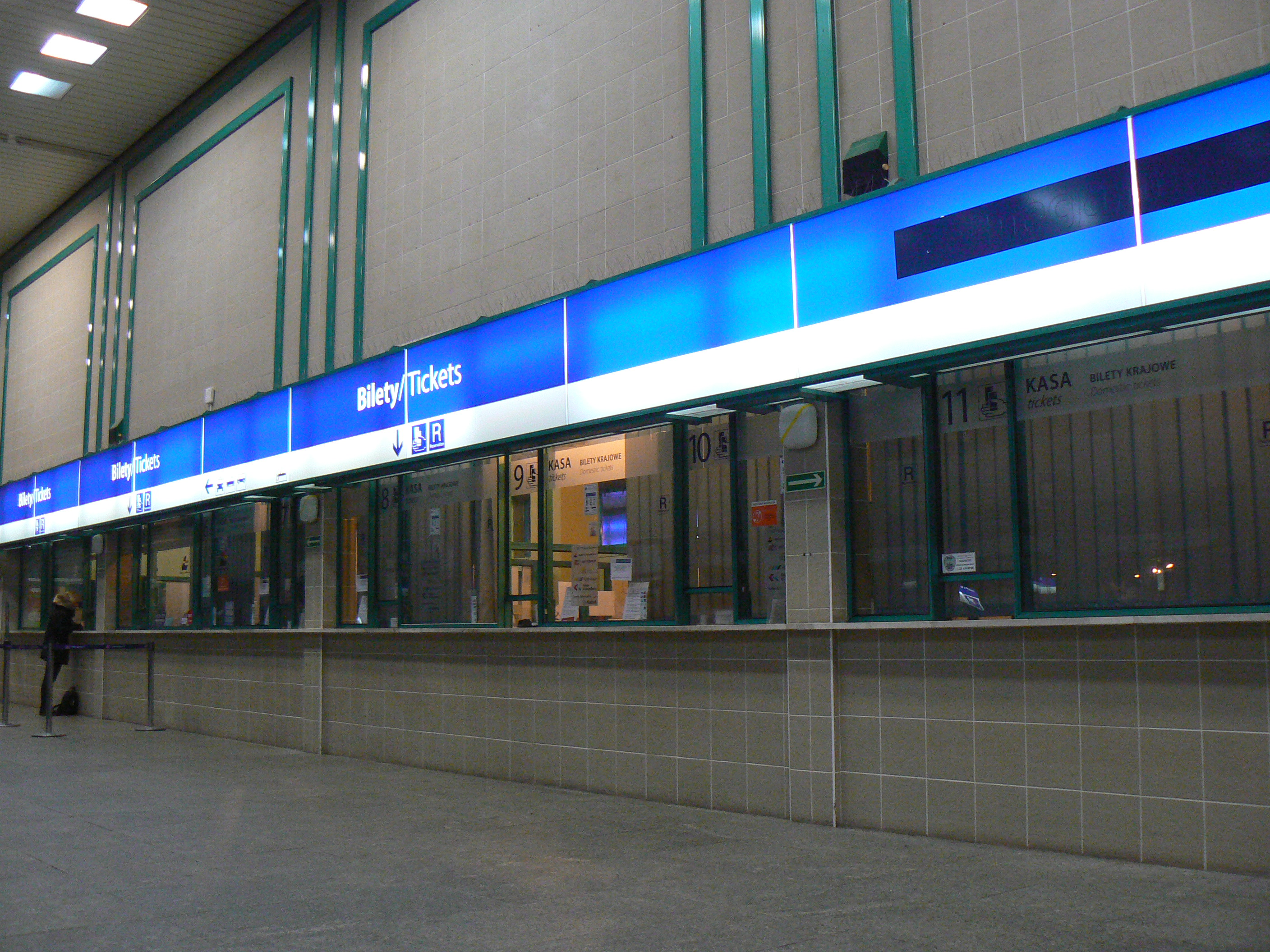
Квиткові каси.
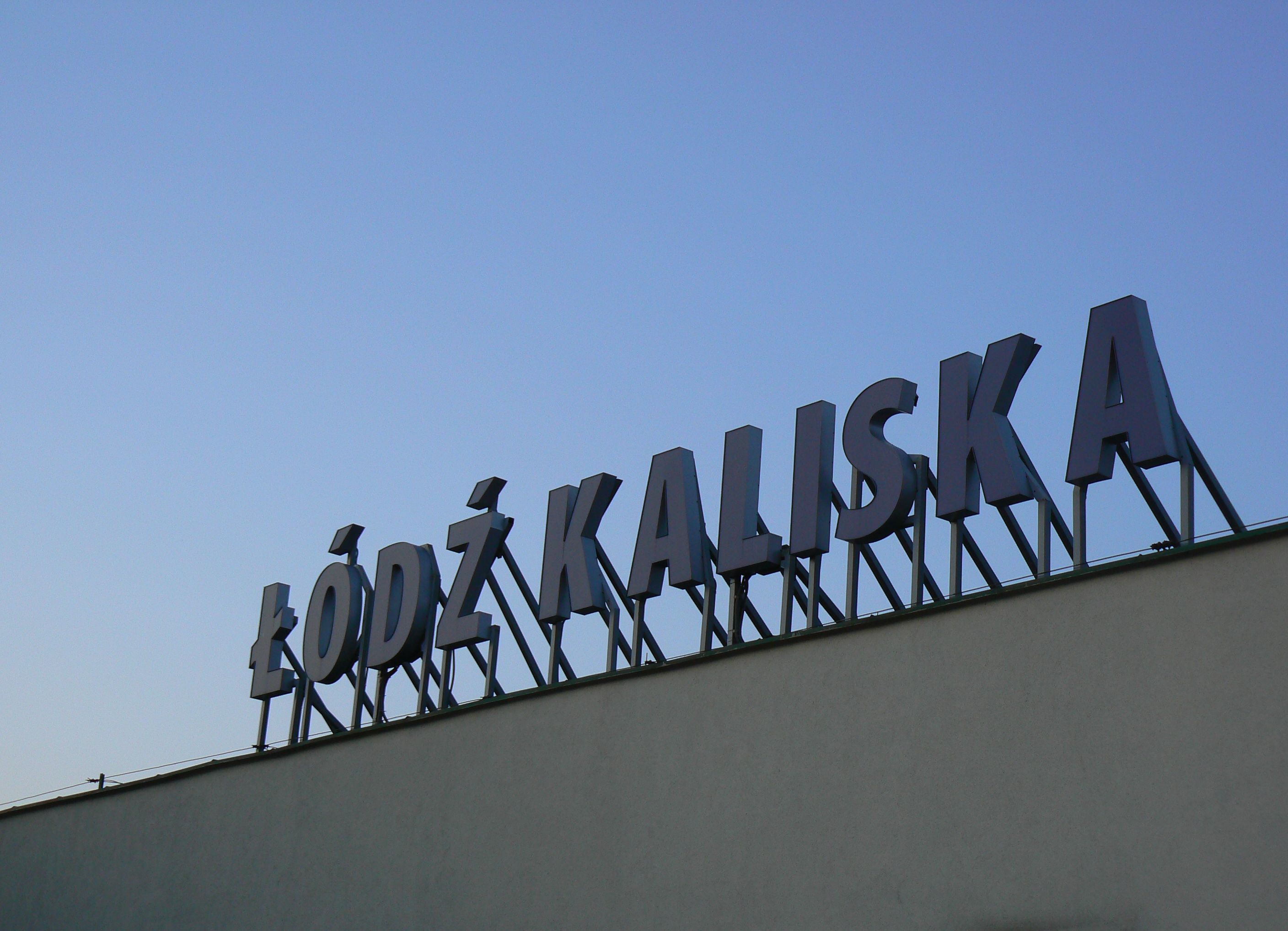
Напис Łódź Kaliska на будівлі вокзалу.
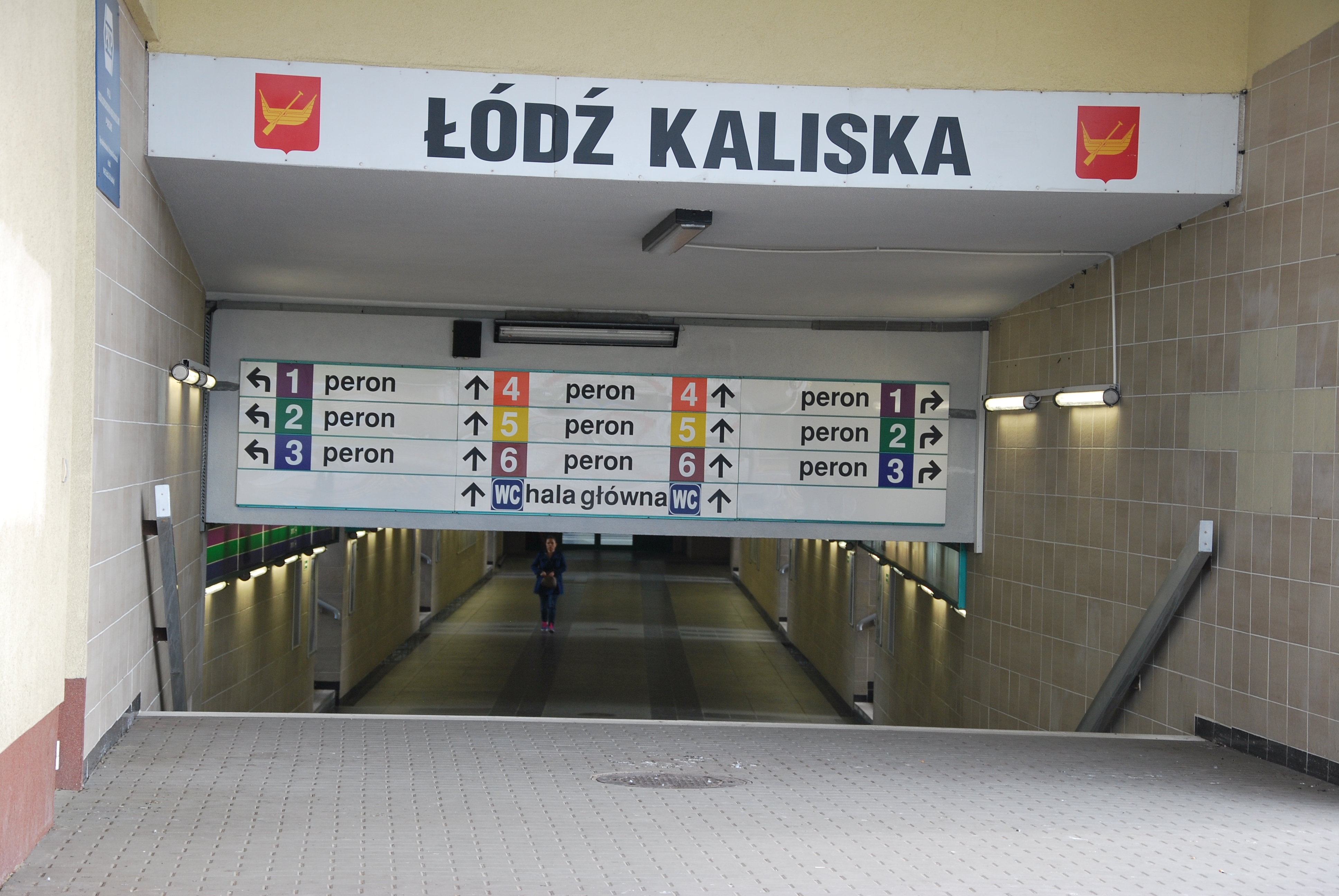
Вхід до підземного переходу між перонами.
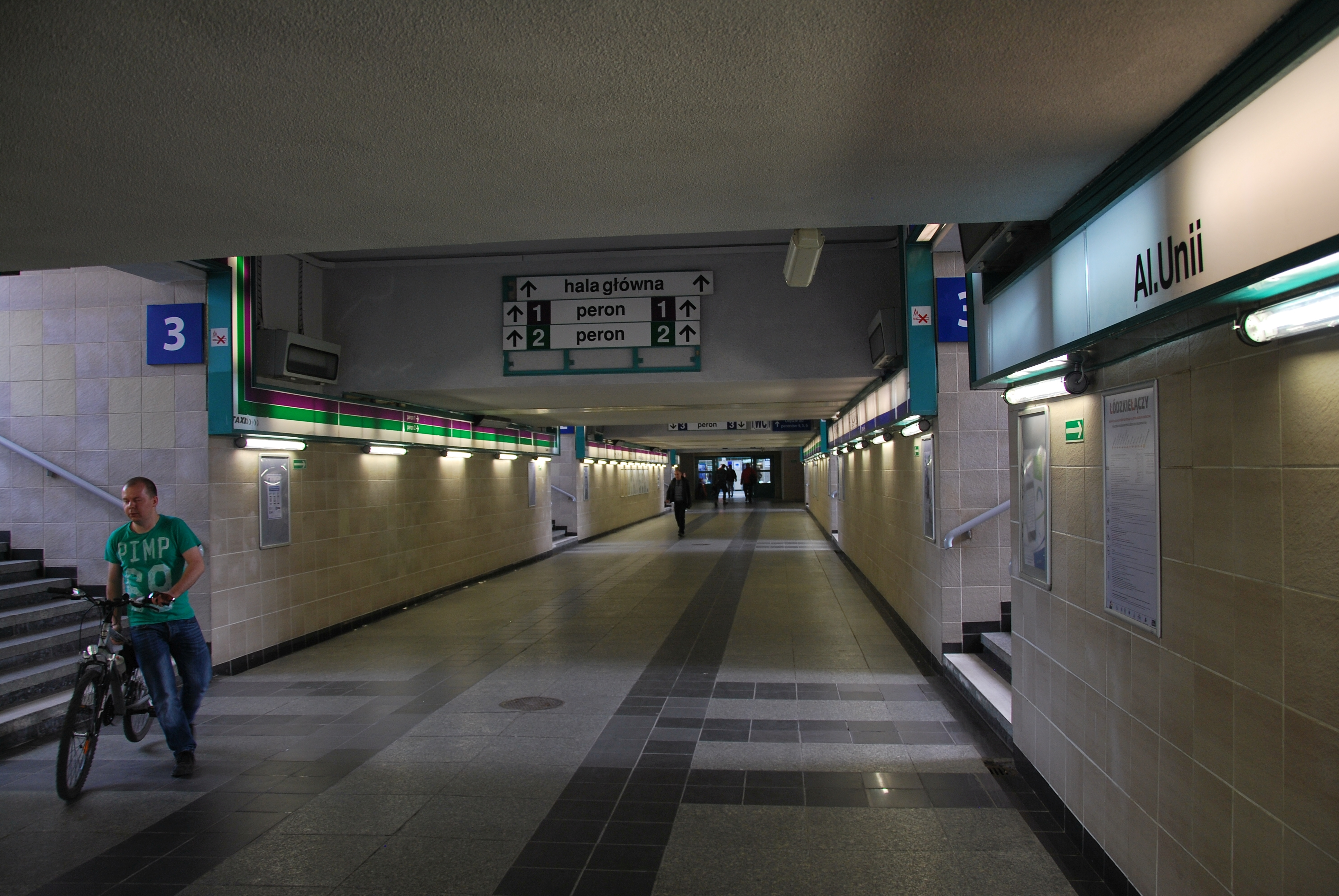
Підземний перехід між перонами.
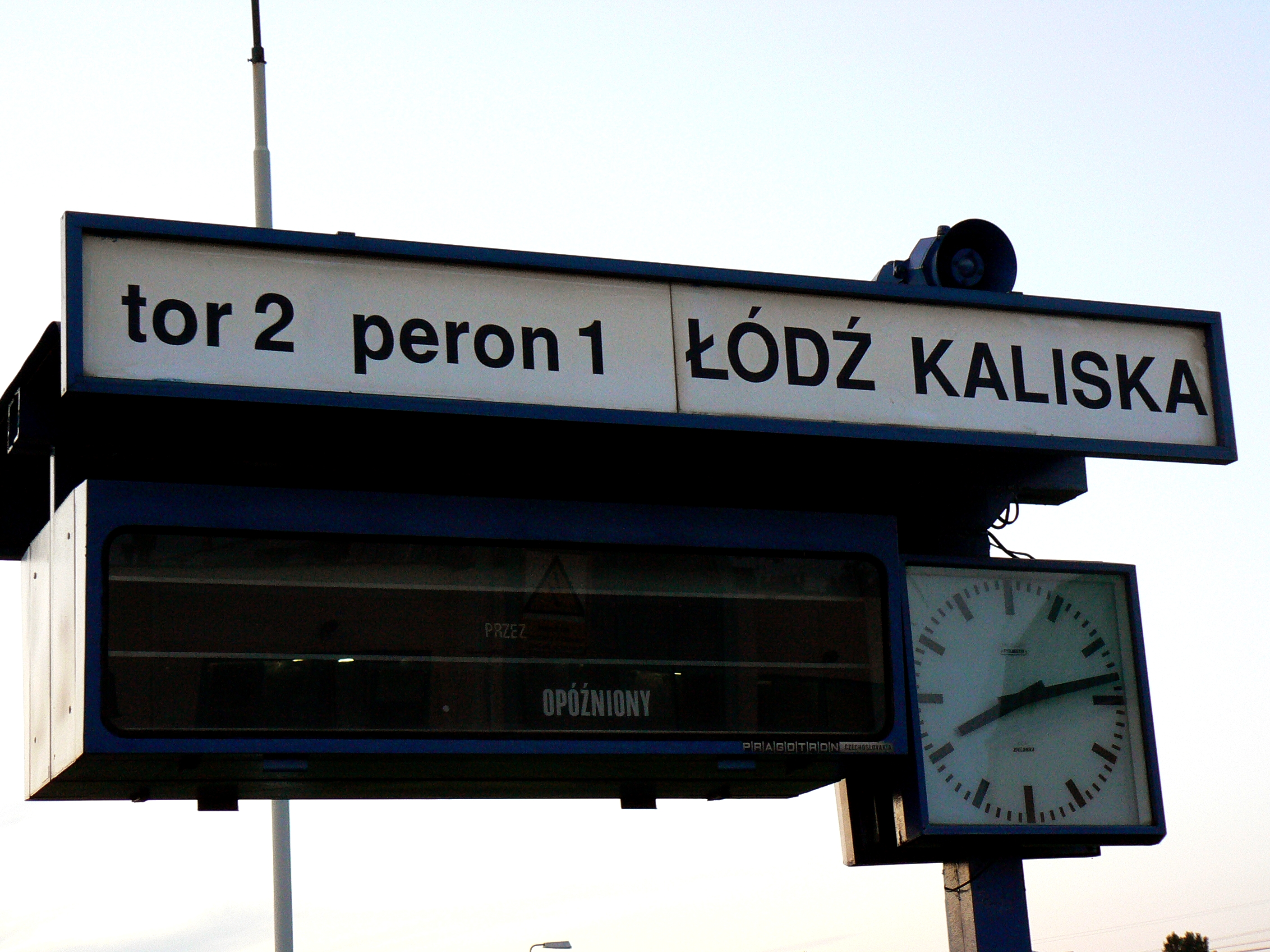
Годинник, назва станції, номер платформи та дошка відправлення поїздів
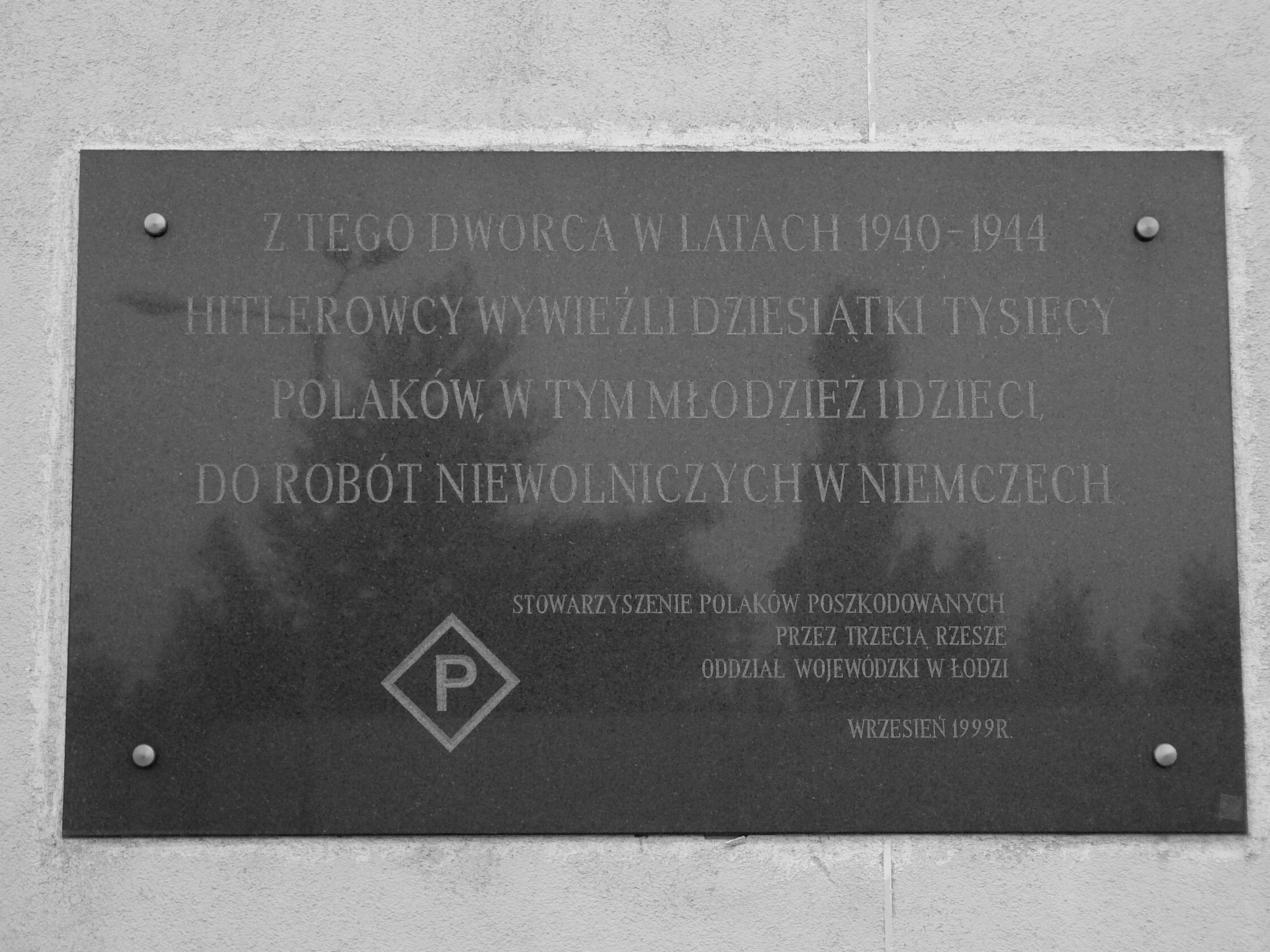
Дошка пам'яті депортованим на примусові роботи до Третього рейху в 1940-1944 рр., відправлених зі станції Лодзь-Каліска.
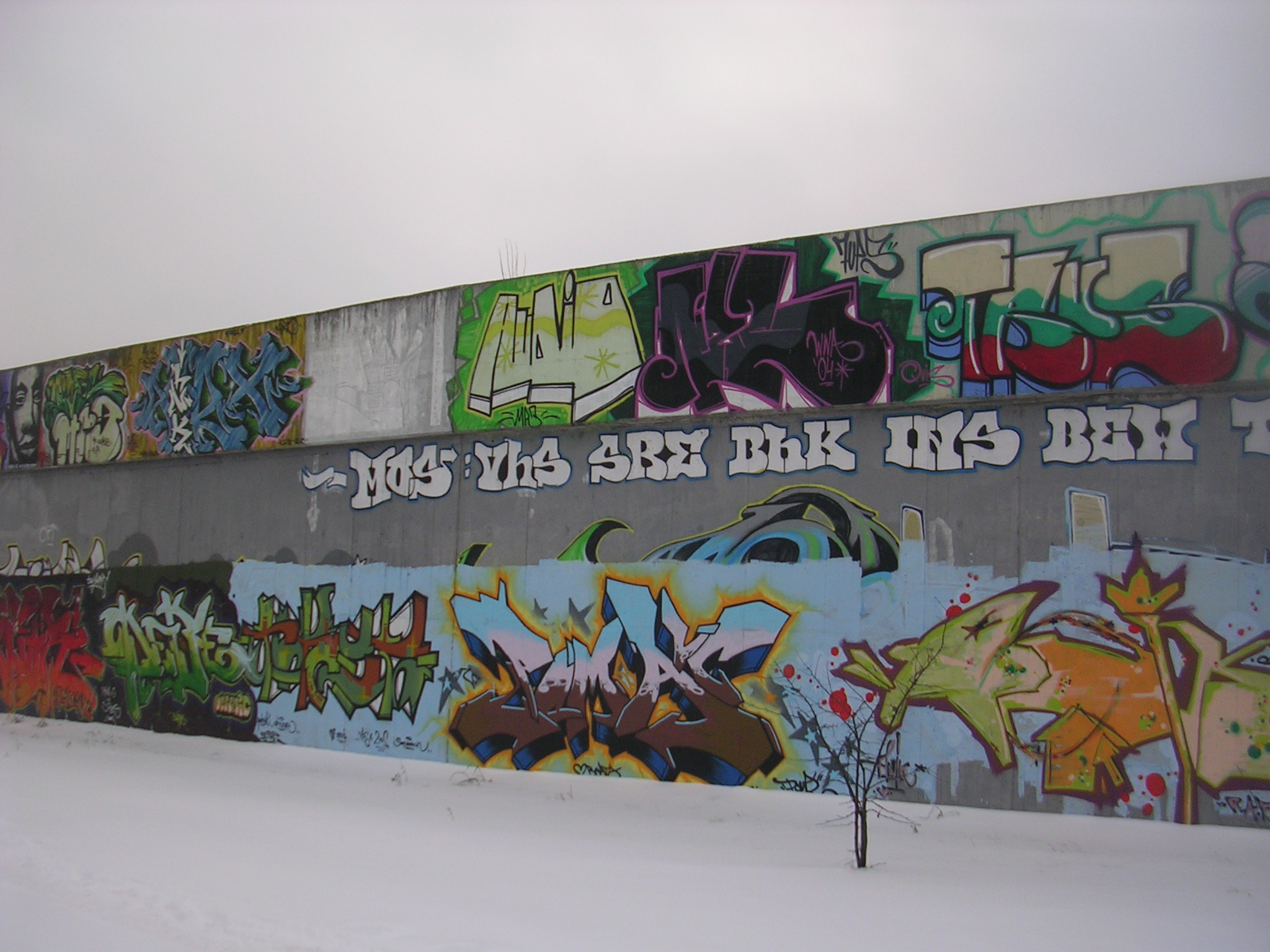
Графіті з боку автобусної зупинки.
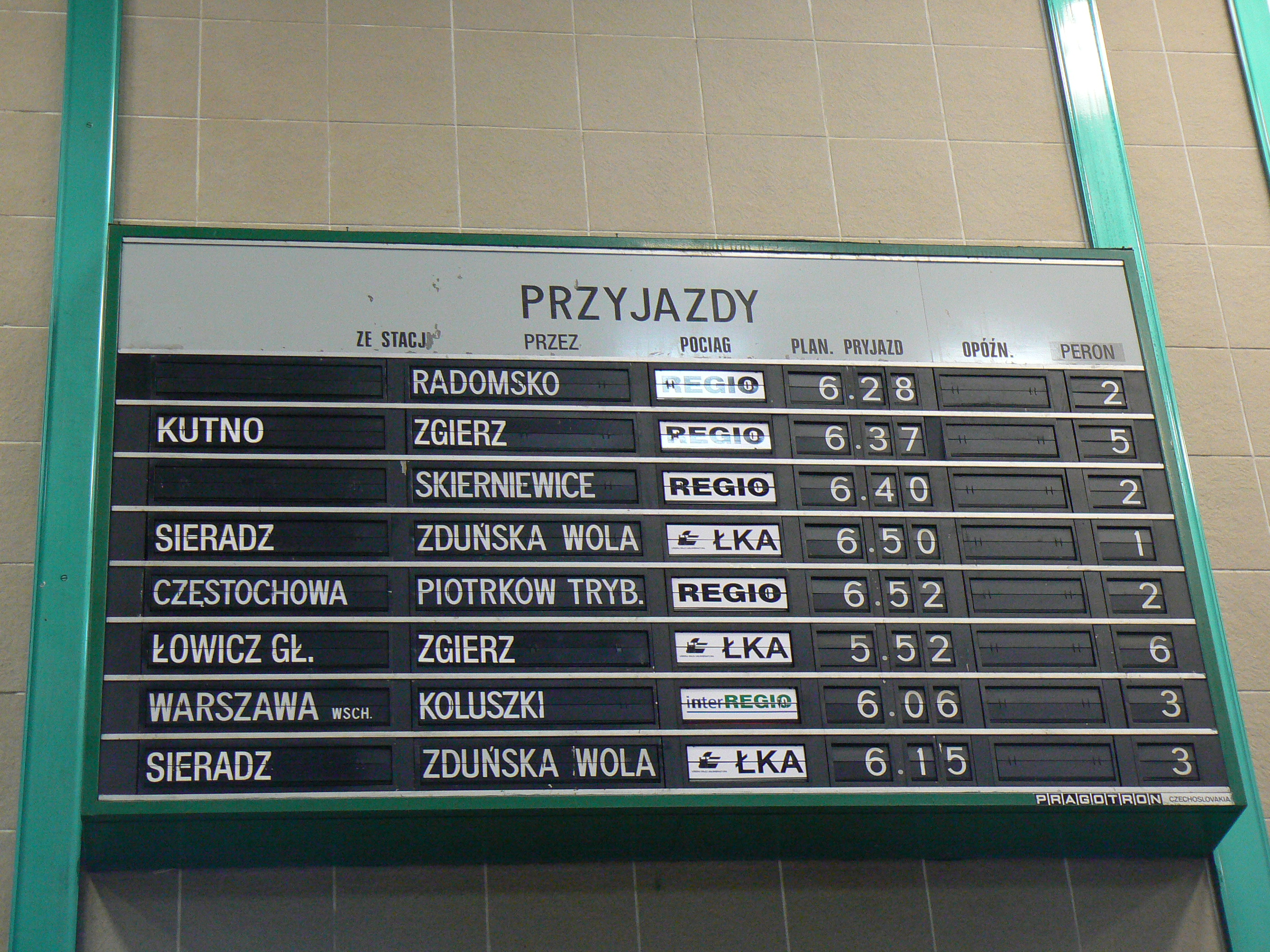
Таблиця прибуття-відправлень поїздів.
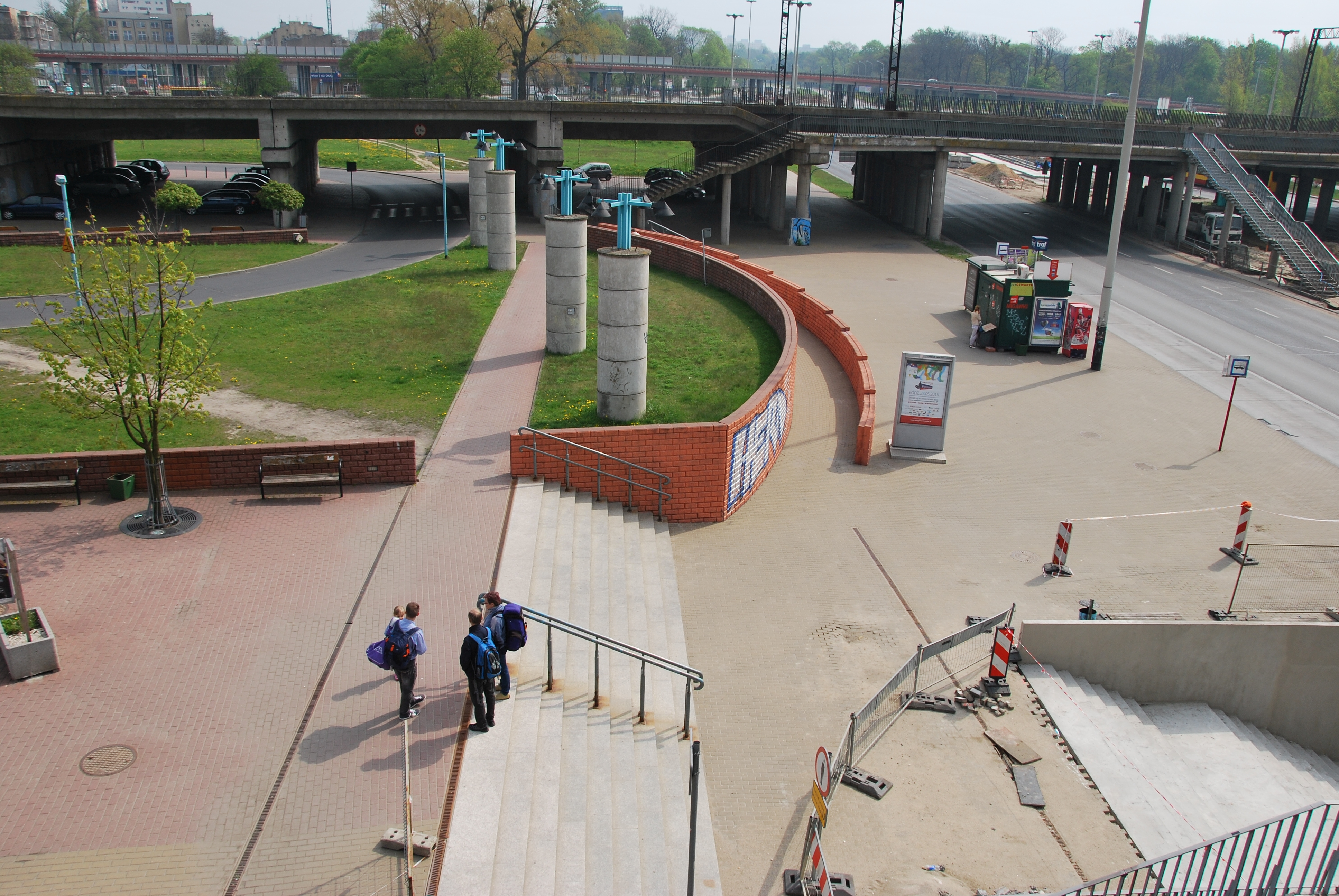
Вид на залізничний міст поблизу вокзалу.
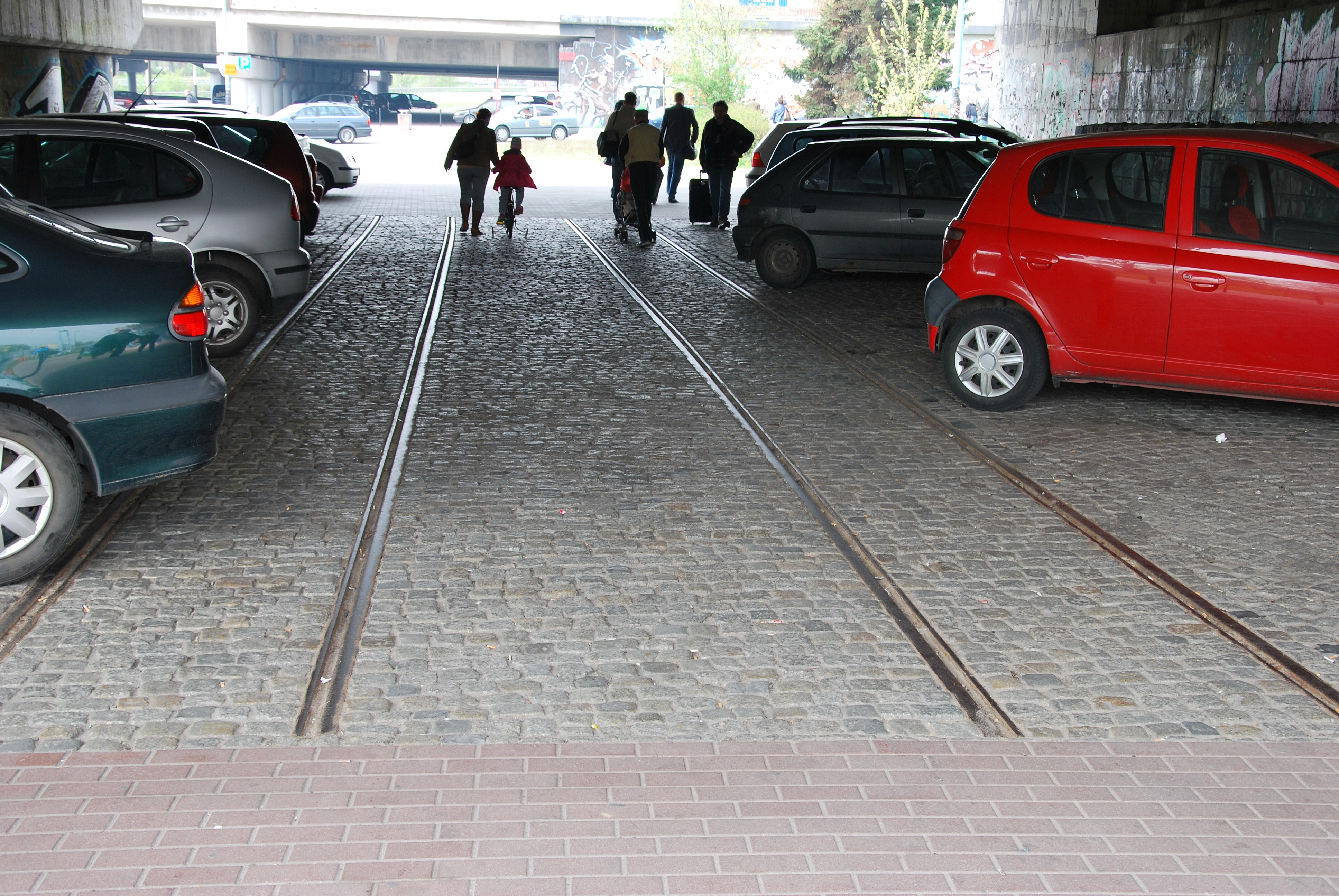
Старі трамвайні колії під залізничним мостом.